# HD 108063
HD 108063 är en ensam stjärna belägen i den mellersta delen av stjärnbilden Kentauren. Den har en skenbar magnitud av ca 6,24 och är mycket svagt synlig för blotta ögat där ljusföroreningar ej förekommer. Baserat på parallaxmätning inom Hipparcosuppdraget på ca 18,5 mas, beräknas den befinna sig på ett avstånd på ca 176 ljusår (ca 54 parsek) från solen. Den rör sig bort från solen med en heliocentrisk radialhastighet på ca 34 km/s.

## Egenskaper
HD 108036 är en gul till vit ljusstark underjättestjärna av spektralklass F9.5 IV. På Hertzsprung-Russell-diagrammet ligger stjärnan på underjättegrenen vilket bekräftar att den är överluminös jämfört med stjärnor i huvudserien. Men i relationen av stjärnmassa och absolut magnitud har HD 108063 parametrar som överensstämmer med en F0 V-stjärna. Detta tyder på att överluminositeten faktiskt är en alltför låg temperatur orsakad av stjärnans metallicitet och att den skenbara underjätteluminositeten är artificiell. HD 108063 kommer därför sannolikt att finnas på huvudserien. Den har en massa som är ca 1,6 solmassor och har ca 8,5 gånger solens utstrålning av energi från dess fotosfär vid en effektiv temperatur av ca 6 100 K.
Bestämning av metalliciteten hos HD 108063 har gjorts först på senare tid med det första värdet gjort fotometriskt 2004. Dess Fe/H-värde av 0,66 dex är något högre än det spektroskopiska värdet av Fe/H = 0,55 ± 0,06 dex, som motsvarar en metallicitet som är 3,54+0,53−0,45 gånger värdet för solen. Detta är en av de högsta metalliciteterna för någon känd stjärna och är identisk med 1σ till Fe/H av HD 126614 (0,56 ± 0,04 dex) och HD 177830 (0,55 ± 0,03 dex).